# 제9산악사단 (독일 국방군)
제9산악사단(9. Gebirgs-Division)은 실수로 나치 독일의 두 개별 부대에 주어진 명칭이다.

## 부대 역사
전쟁 후반기에 사단급 부대를 창설하고자 하는 두개의 유사하지만 서로 독립적인 시도가 있었다. 그 결과 두 부대는 창설 후 그들이 집결한 전선의 명칭을 따라 노르트(독일어: Nord, 북쪽)와 오스트(독일어: Ost, 동쪽)로 구분되었다. 결과론적으로 제9산악사단은 실재하는 하나의 사단이 되지 못했다.

### 제9산악사단 노르트
1944년 봄, 지난 1941년말에 제3산악사단이 철수하면서 핀란드 라플란드에 남겨진 제139산악연대가 사단전투단 크로이틀러로 증강되었다. 9월에 국방군최고사령부로부터 제140특수목적사단이라는 단대호를 부여받았고, 결과적으로 전쟁 후반기 문서에 단 한번 "Div.Gr.K (Div.z.b.V.140)"로 언급되었다.
1945년 5월 6일 국방군최고사령부는 명칭을 제9산악사단으로 바꾸는 명령을 하달했지만 너무 늦게 명령이 하달되어 공식 기록이나 상황 지도에는 해당 명칭이 언급되어 있지 않다. 독일군이 북방전선에서 패퇴하기 시작하자 부대는 라플란드에서 노르웨이로 철수하고 전쟁이 끝나자 영국에 항복한다 (전후 몇몇 문서가 이 부대를 제10산악사단이라 지칭해 부대에 대한 혼란이 가중된다)
사령관은 마티아스 크라우틀러다. 

### 제9산악사단 오스트
1945년 봄, 그림자 사단 스타이어마르크는 2개 제국노동봉사대 (RAD)여단을 관리하고 있었고, 이들은 산악 사단 스타이어마르크라는 이름으로 전투에 동원되었다. 사단의 2개 연대는 육군, 공군, 해군, 무장친위대, 경찰, 및 기타 조직 등 다양한 출신의 구성원들로 편성되었다. 부대는 "라이텔 전투단" 또는 "제머링 전투단"과 관련성이 있다 추정되지만, 부대가 형성된 것이 전쟁의 말기라서 이를 입증할 수 있는 관련 문서는 빈약하다. 종전후 이들은 소련군에 항복했다.

## 부대 편제
- 제9산악사단 노르트
  - 제139산악보병연대
  - 제931포병연대
    - I/제112산악보병연대
    - II/제82산악포병연대

  - 제3엽병대대
  - 제6엽병대대
  - 제124산악포병대대
  - 제140산악공병대대
  - 제140산악통신대대
  - 제424경돌격포대대
  - 제140사단보급부대

## 같이 보기
- 제2차 세계 대전의 독일군 사단 목록
- 독일 국방군 육군